# Big Bert
Robert Anthony Smith, conhecido profissionalmente como Big Bert ou apenas Robert Anthony, é um produtor musical, letrista, compositor e músico norte-americano que foi introduzido ao cenário musical após ser convidado por Rodney "Darkchild" Jerkins para juntar-se à sua equipa de produção no fim da década de 1990. Ele viria mais tarde a co-produzir trabalhos com Darkchild em faixas para bandas como B2K e Spice Girls, antes de ter iniciado a contribuir por conta própria em projectos de artistas como Jennifer Lopez, Dave Hollister, Toni Braxton, Kelly Rowland e Kiley Dean em meados da década de 2000.
Enquanto produzia Full Moon (2002) ao longo do verão de 2001, Smith iniciou um relacionamento amoroso com Brandy, a vocalista do álbum. A sua relação manteve-se secreta até Fevereiro do ano seguinte, momento no qual Brandy anunciou a sua gravidez ao público. Contudo, um ano após o nascimento da filha a 16 de Junho de 2002, nomeada Sy'rai Iman Smith, um programa composto por quatro partes transmitido pela MTV intitulado Special Delivery revelou que o casal já se tinha separado. Em 2004, Smith admitiu à imprensa que eles nunca estiveram legalmente casados, apenas fizeram o papel para preservar a imagem pública de Brandy.